# Kurfürstliches Schloss zu Kärlich

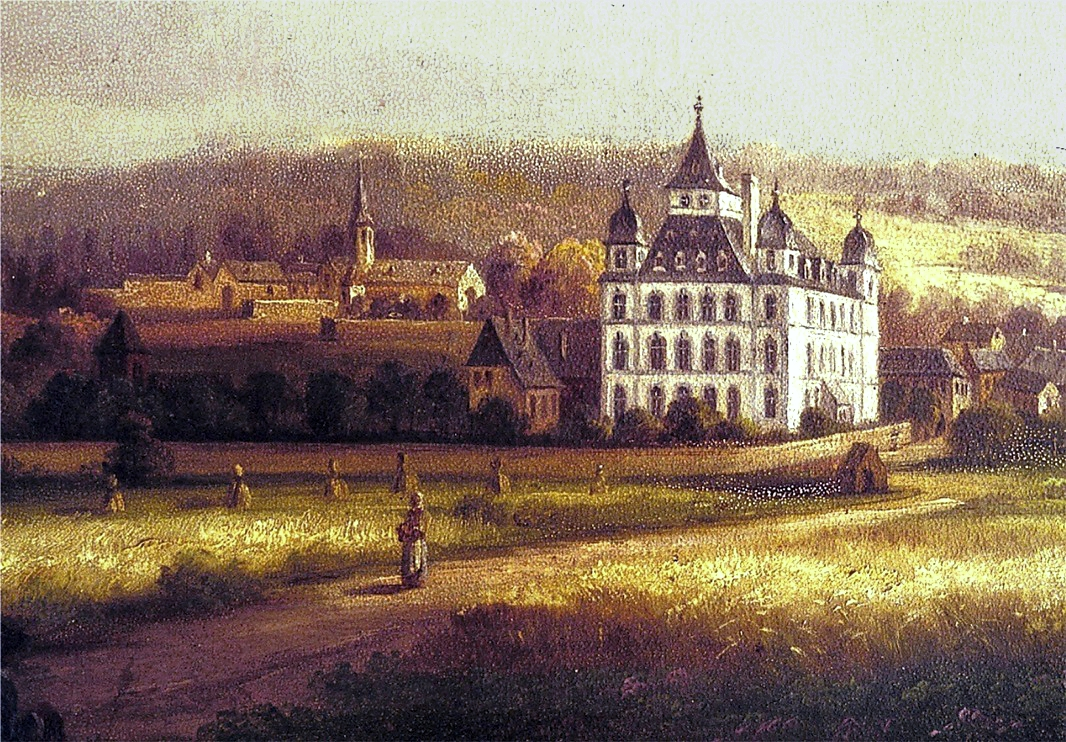
Kurfürstliches Schloss zu Kärlich

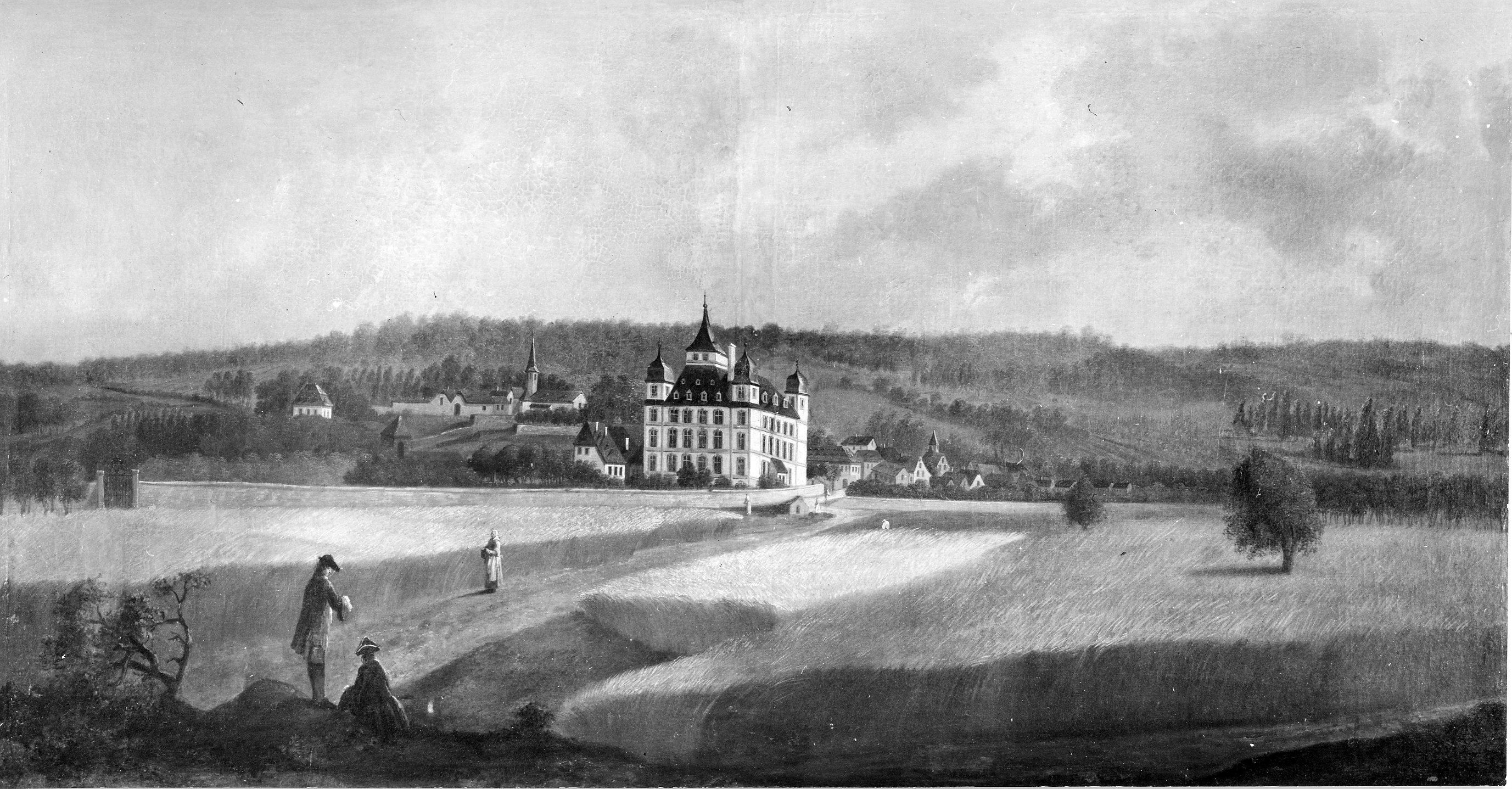
Schloss Kärlich um 1760 auf einem Gemälde von Gottfried Bernhard Manskirch in Schloss Bürresheim

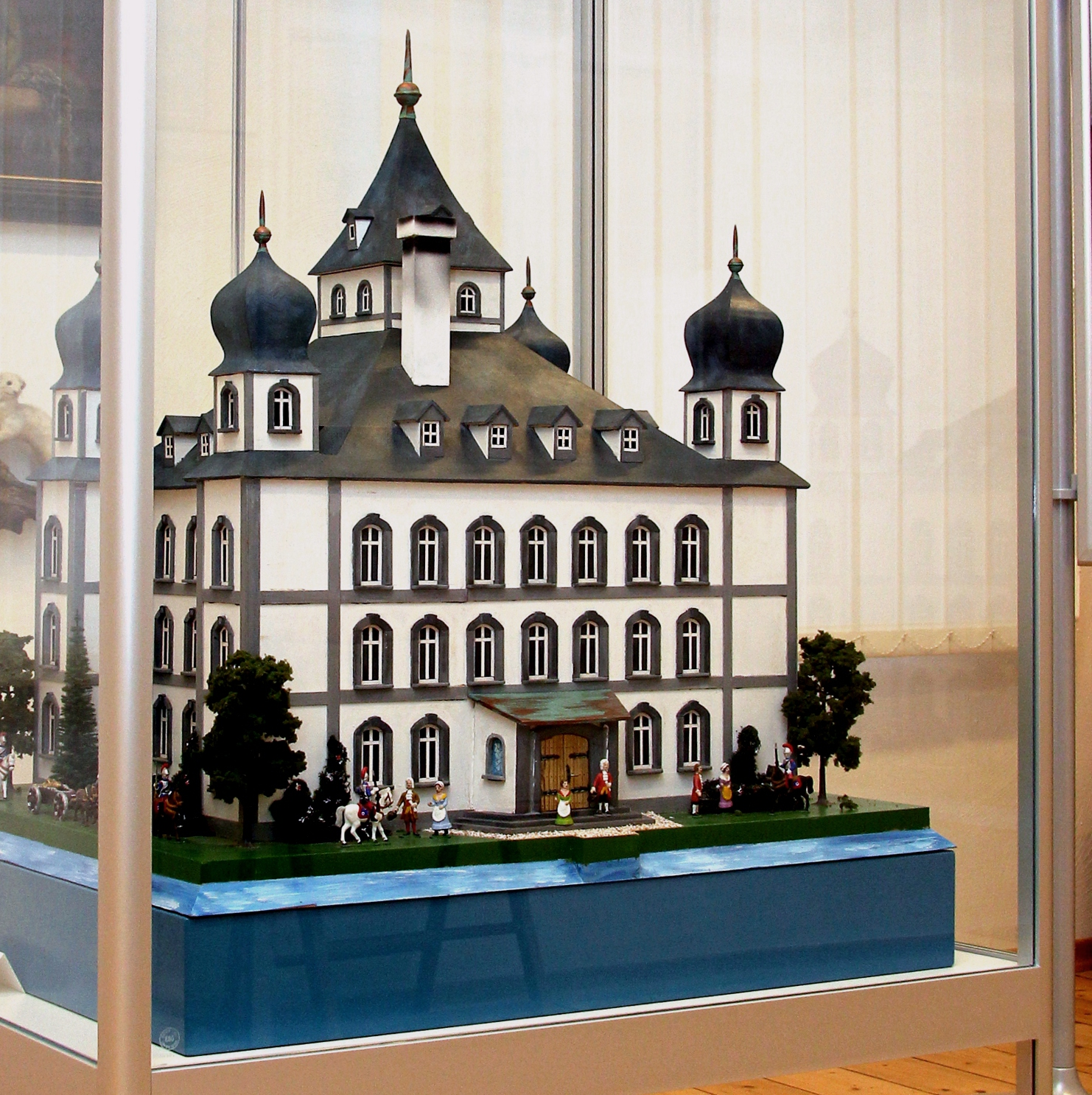
Modell im Stadtmuseum

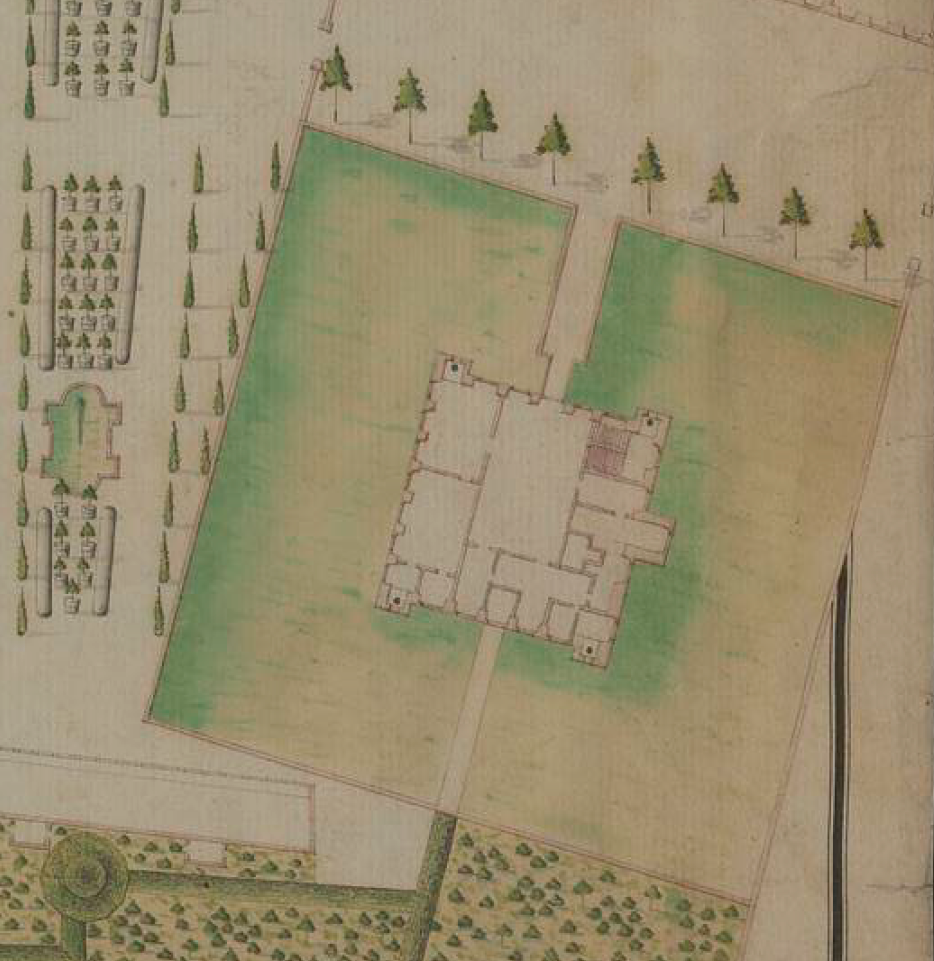
Plan des kurfürstlichen Schlosses von 1768

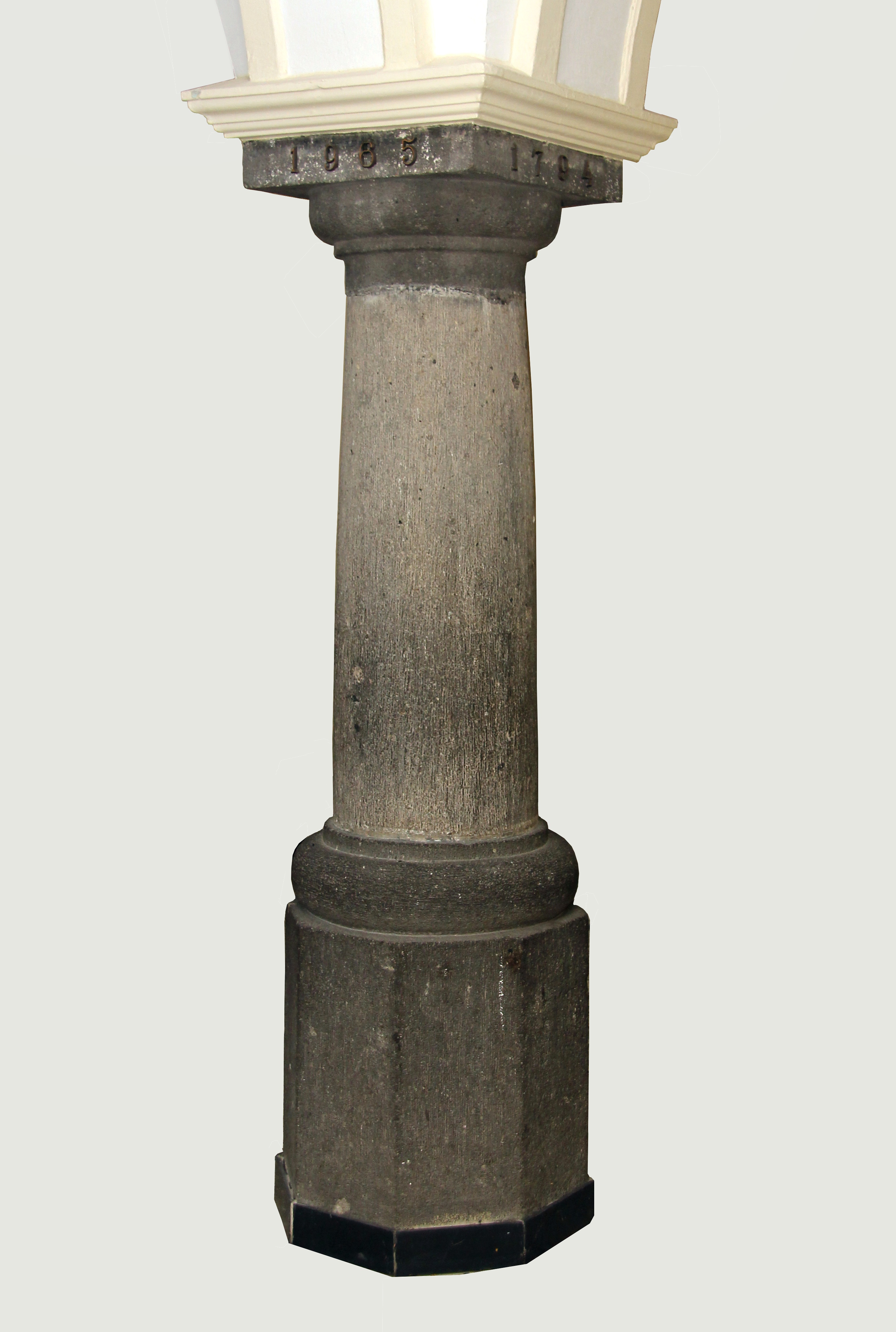
Säule aus dem Kärlicher Schloss

Das Kurfürstliche Schloss zu Kärlich (auch Kärlicher Jagdschloss oder Schloss Kärlich) war eine von 1654 bis 1660 unter dem Trierer Kurfürsten Karl Kaspar von der Leyen am damaligen nördlichen Ortsrand von Kärlich errichtete Palastanlage. Das hauptsächlich als Jagd- und Lustschloss genutzte Gebäude samt seinen Gartenanlagen wurde 1794 durch französische Revolutionstruppen zerstört.

## Geschichte
Das Kärlicher Jagdschloss geht auf eine Hofburg aus dem 14. Jahrhundert zurück, die vermutlich unter Kurfürst und Erzbischof Balduin von Luxemburg erbaut worden war, nach neueren Erkenntnissen wohl an der heutigen Burg- und Klosterstraße inmitten eines Hofareals. Sie stand nicht, wie lange Zeit vermutet, an gleicher Stelle wie das unter Erzbischof Johann II. von Baden um 1480 errichtete schlossähnliche Jagd- und Verwaltungsgebäude, dessen Standort und Aussehen in den bekannten Quellen nicht genannt oder beschrieben sind. Es heißt nur, dass es an einem Weiher („nechst bay dem wayer“) stand. Im Sommer 1635, während des Dreißigjährigen Krieges, wurden Hofburg und Jagdschloss wie auch weite Teile von Kärlich von schwedischen Truppen zerstört.
Knapp 20 Jahre später, von 1654 bis 1660, erfolgte unter Kurfürst Karl Kaspar von der Leyen der Neubau eines repräsentativen Wasserschlosses. Baumeister war ein Bruder Gerhardt. Dieses Schloss wurde von mehreren Kurfürsten als Erholungsort und für Feste ausgiebig genutzt. Clemens Wenzeslaus von Sachsen und seine Schwester Kunigunde besuchten  das Schloss wahrscheinlich am häufigsten. Am 10. August 1784 weihte der der letzte Kurfürst und Erzbischof von Trier den späteren Martyrer Franz Josef Pey in der Schlosskapelle zum Priester. Am 21. Oktober 1792 floh Clemens Wenzeslaus vom Kärlicher Schloss aus vor den anrückenden französischen Revolutionstruppen zunächst nach Bonn. Nach seiner nochmaligen Rückkehr zog er sich am 5. Oktober 1794 nach Augsburg zurück. 
Kurz darauf, am 22./23. Oktober 1794, zerstörten französische Truppen unter General François Séverin Marceau das Schloss und den umgebenden Park, die sich wenige Meter südlich der heutigen Grundschule Kärlich befanden. Die Ruinen dienten den Einwohnern von Kärlich und Mülheim zur Gewinnung von Baumaterialien. Je nach Quelle von 1804 oder 1806 bis 1810 versteigerte der französische Staat das Areal an vier Einheimische.

## Bau
Das Schloss war ein Viereckbau mit Seitenlängen von etwa 23 und 19 Metern. In der Mitte erhob sich ein spitz zulaufender Mittelturm und an den Ecken waren kleine Türmchen mit welschen Hauben angebaut. Fenster mit flach gebogenen Stürzen entsprachen dem Renaissancestil. Das Gebäude hatte drei Geschosse mit Sälen und Zimmern sowie im dritten Stock einer kleinen Kapelle. Die Treppe lag in der Südwestecke. Den das Schloss umgebenden, ungefähr 20 Meter breiten Wassergraben ließ Clemens Wenzeslaus 1778 wegen der von ihm ausgehenden „Ungesundheit“ verfüllen.

## Schlossgarten
Ein erster Garten entstand schon zur Zeit des Schlossneubaus unter Karl Kaspar von der Leyen. Die im Wesentlichen von der Familie Willmart gestaltete Anlage war etwa 20 Hektar groß. Sie reichte von der Burgstraße nach Osten bis zur Poststraße im heutigen Stadtteil Mülheim und nach Süden bis zur Kärlicher bzw. Mülheimer Straße. Es war ein Barockgarten im Stil von Versailles mit Hecken, Irrgärten, Lusthäusern, Springbrunnen usw. Das nötige Wasser kam vom Mülheimer Bach. 1722 wurde eine Orangerie angelegt. Clemens Wenzeslaus trieb den Ausbau des Parks voran. Nach 1783 entstand so unter Joseph Heinrich Freiherr von Thünnefeld zusätzlich ein offener Englischer Landschaftspark, etwa 35 Hektar groß, der sich bis an die Grenzen von Bassenheim ausdehnte. Nach und nach wurden verschiedene Gebäude in die Parklandschaft gebaut, so z. B. ca. 1788 ein Tempietto nach Plänen von Johann Andreas Gärtner oder um 1790 ein klassizistischer Tempel (bzw. Pantheon) von François Ignace Mangin. Zur Unterhaltung der Garten- und Parkanlagen wurden Bauern aus Kärlich und Mülheim verpflichtet.